# 廣州市第一一三中學
廣州市第一一三中學（Guangzhou NO.113 Middle School）是位于廣州市天河区的一所初级中學，創辦於1978年，现拥有三个校区。

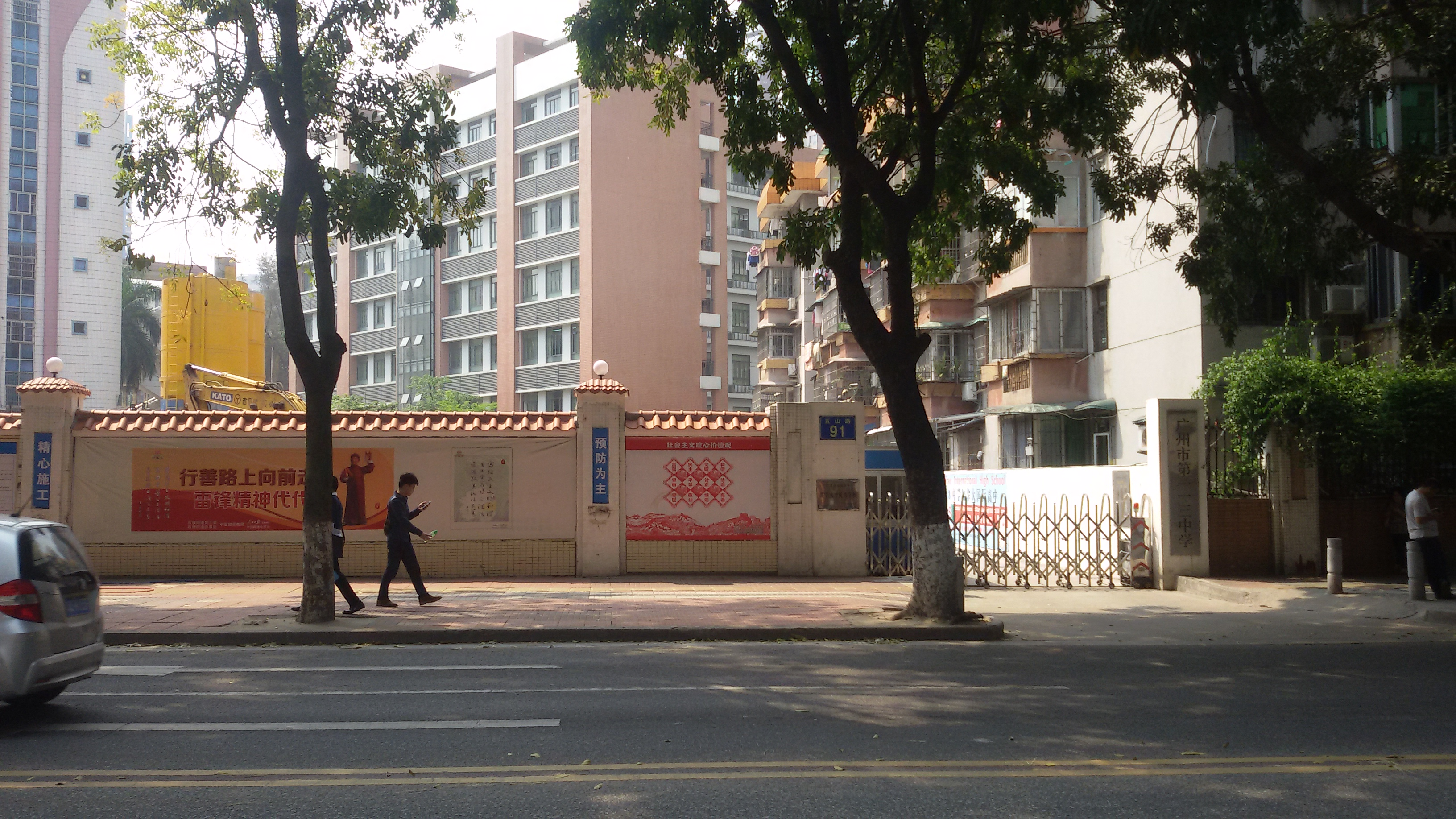
五山校區後門，現為華南師範大學附屬中學初中部

## 分佈
- 五山校區：廣東省廣州市天河區五山路91號（已撤出，現為華南師範大學附屬中學初中部）
- 東方校區：廣東省廣州市天河區東方二路1號
- 金融城東校區：廣東省廣州市天河區黃埔大道中306號（原廣州市第四十四中學東校區）
- 金融城西校區：廣東省廣州市天河區員村西街6號（原廣州市第四十四中學西校區）

## 榮譽
學校1995年被評為廣州市首批市一級學校，2002年被評為廣東省一級學校。